# Microcarbo niger
El cormorán de Java (Microcarbo niger) es una especie de ave suliforme de la familia Phalacrocoracidae propia del sur de Asia, que se extiende desde Pakistán hasta China, Filipinas e Indonesia.

## Descripción
Mide 50 cm de longitud. El plumaje es negro brillante con algunas manchas blancas. Presenta una cresta corta en la parte posterior de la cabeza. Los machos tienden a ser más grandes.

## Taxonomía
Esta especie ha sido clasificada por algunos expertos dentro del género Phalacrocorax, pero, de acuerdo con los análisis de ADN, ha sido incluida dentro del género Microcarbo.